# Cercle sportif Stiring-Wendel
Maillots
Dernière mise à jour : 19 novembre 2024.
Le Cercle sportif Stiring-Wendel, couramment abrégé en CS Stiring-Wendel est un club de football français fondé en 1919 et situé à Stiring-Wendel en Moselle.
Le club a terminé vice-champion de France amateur en 1961.

## Historique
Le club passe 2 saisons en CFA entre 1960 et 1962, 2 saisons en Championnat de France de football de Division 3 en 1976 à 1978 et 3 saisons de Championnat de France de football de Division 4 de 1978 à 1981.

## Palmarès
- Championnat de France amateur : vice-champion en 1961
- Champion de Division d'Honneur : 1953, 1960, 1976
- Coupe de Lorraine : 1932, 1949, 1960
- Champion de Première Série/Promotion : 1926, 1937

## Anciens joueurs
- Émile Grosshans[3]
- Erich Maas